# Хижино
Хижино (укр. Хижине) — село,
Святовасильевский сельский совет,
Солонянский район,
Днепропетровская область,
Украина.
Код КОАТУУ — 1225084009. Население по переписи 2001 года составляло 90 человек .

## Географическое положение
Село Хижино находится на расстоянии в 1 км от села Незабудино.
По селу протекает пересыхающий ручей с запрудой.